# Holte Midtpunkt
Holte Midtpunkt er en bygning i Holte nord for København, der rummer et indkøbscenter, en Kvickly  og Holte Bibliotek, der er en del af Rudersdal Bibliotekerne samt kontorer.
Bygningen blev opført i 1940-42. Opførelsen af Holte Midtpunkt var genstand for en langvarig juridisk konflikt mellem kommunen og beboere i bagvedliggende ejerlejligheder, idet der efter projekteringsfasen var tilføjet en ekstra etage til indkøbscentret, uden at dette var nævnt i planprocessen.
Midtpunktet er siden moderniseringen i midten af 90'erne en særdeles karakteristisk bygning langs Kongevejen, idet den er beklædt med irgrønt kobber.